# Mavial Magadan Airlines
Mavial Magadan Airlines (En ruso: Мавиал-Магаданские авиалинии) fue una aerolínea rusa con base en la ciudad de Magadan, Extremo Oriente Ruso. Operaba vuelos regulares de pasajeros y carga de carácter doméstico e internacional. Cabe destacar que esta la única aerolínea que unía al Extremo Oriente Ruso con Alaska, perteneciente a los Estados Unidos de América. La compañía cesó sus operaciones en junio de 2007 debido a una deuda de 10 millones de dólares. 

## Historia
La aerolínea se fundó en 1991 cuando la aerolínea de carga Polet intento fundar una división que operase destinos regionales de pasajeros desde el Aeropuerto Internacional de Magadán-Sokol. En 1994 esta división se separó de Polet Airlines, pasando a llamarse Mavial Magadan Airlines. Desde su fundación la aerolínea tuvo problemas para pagar los salarios de sus empleados, a pesar de que operaba rutas que no eran explotadas, por el momento, por ninguna otra aerolínea, como la ruta Magadan-Anchorage que era operada regularmente por un Ilyushin Il-62 o un Tupolev Tu-154. En octubre de 2001 la aerolínea ordenó dos Yakovlev Yak-42, los cuales estaban destinados a sustituir a los Tupolev Tu-154. En 2004 el monopolio que tenía Mavial en el Extremo Oriente Ruso desapareció con la llegada de nuevas aerolíneas a la región; Vladivostok Avia, KrasAir, Dalavia, entre otros se convirtieron en una fuerte competencia para Mavial. En junio de 2006, debido a una deuda que aumentaba cada vez más, la aerolínea canceló la gran mayoría de sus vuelos, convirtiéndose prácticamente en una aerolínea regional. En agosto de ese mismo año, 13 trabajadores de la compañía se declaran en huelga de hambre como medio de protesta para exigir sus pagos atrasados. La huelga terminaría en septiembre de ese año, luego de que dos de los huelguistas hayan sido hospitalizados y sus salarios pagados. 
En octubre, los alguaciles de la ciudad de Magadan incautaron todos los bienes pertenecientes a la compañía por orden del gobernador de la región, Nikolai Dudov. En octubre se inicia nuevamente otra huelga de hambre, esta vez llevada a cabo por las tripulaciones de vuelo. Dos días después, Aeroflot envía a tres tripulaciones de vuelo para apoyar a Mavial, a la vez que el gobernador Dudov se reunía con los huelguistas, quienes pedían que fuese saldada una deuda de 75 millones de rublos. El 16 de noviembre finalizó la huelga cuando la compañía pago la mayoría de los sueldos, pero el 27 de noviembre uno de los huelguistas, el capitán Vadim Shishkin, de 53 años de edad, murió por inanición. Varios días después se inicia una subasta para vender la compañía, la puja empezó en 26 millones de US$. Finalmente, el 24 de agosto de 2007, Mavial Magadan Airlines dejó de existir, dejando una deuda que aun hoy sigue aumentando. En 2009 la deuda superaba los 692 millones de rublos rusos.

## Flota
En 2006 la compañía operaba las siguientes aeronaves: 
- 1 Ilyushin Il-62M

- 3 Ilyushin Il-76TD

- 3 Tupolev Tu-154B2

- 3 Tupolev Tu-154M[3]

## Destinos
| Para enero de 2007, Mavial operaba vuelos regulares de pasajeros a los siguientes destinos: | Para enero de 2007, Mavial operaba vuelos regulares de pasajeros a los siguientes destinos: | Para enero de 2007, Mavial operaba vuelos regulares de pasajeros a los siguientes destinos: | Para enero de 2007, Mavial operaba vuelos regulares de pasajeros a los siguientes destinos: | Para enero de 2007, Mavial operaba vuelos regulares de pasajeros a los siguientes destinos: |
| ------------------------------------------------------------------------------------------- | ------------------------------------------------------------------------------------------- | ------------------------------------------------------------------------------------------- | ------------------------------------------------------------------------------------------- | ------------------------------------------------------------------------------------------- |
| País                                                                                        | Ciudad                                                                                      | Aeropuerto                                                                                  | Notas                                                                                       |                                                                                             |
| Rusia                                                                                       |                                                                                             |                                                                                             |                                                                                             |                                                                                             |
| Rusia                                                                                       | Irkutsk                                                                                     | Aeropuerto Internacional de Irkutsk                                                         |                                                                                             |                                                                                             |
|                                                                                             | Jabárovsk                                                                                   | Aeropuerto de Jabárovsk Novy                                                                |                                                                                             |                                                                                             |
|                                                                                             | Krasnodar                                                                                   | Aeropuerto Internacional de Krasnodar-Pashkovsky                                            |                                                                                             |                                                                                             |
|                                                                                             | Magadan                                                                                     | Aeropuerto Internacional de Magadán-Sokol                                                   |                                                                                             |                                                                                             |
|                                                                                             | Moscú                                                                                       | Aeropuerto Internacional de Moscú-Domodedovo                                                |                                                                                             |                                                                                             |
|                                                                                             | Novosibirsk                                                                                 | Aeropuerto Internacional de Novosibirsk-Tolmachevo                                          |                                                                                             |                                                                                             |
|                                                                                             | Petropavlovsk                                                                               | Aeropuerto Internacional de Petropavlovsk-Kamchatsky                                        |                                                                                             |                                                                                             |
|                                                                                             | San Petersburgo                                                                             | Aeropuerto Internacional de Pulkovo                                                         |                                                                                             |                                                                                             |
|                                                                                             | Vladivostok                                                                                 | Aeropuerto Internacional de Vladivostok                                                     |                                                                                             |                                                                                             |
|                                                                                             | Ekaterimburgo                                                                               | Aeropuerto de Ekaterimburgo-Koltsovo                                                        |                                                                                             |                                                                                             |
| Estados Unidos                                                                              |                                                                                             |                                                                                             |                                                                                             |                                                                                             |
| Estados Unidos de América                                                                   | Anchorage                                                                                   | Aeropuerto Internacional Ted Stevens Anchorage                                              |                                                                                             |                                                                                             |